# Trick Me
"Trick Me" - to piosenka amerykańskiej artystki Kelis, pochodząca z jej trzeciego albumu studyjnego Tasty (2004). Utwór stworzony i wyprodukowany przez Dallasa Austina został wydany 17 lutego 2004, jako drugi singiel promujący płytę.
Piosenka zdobyła uznanie krytyków. Zdobyła platynową i złotą płytę, przyznaną przez RIAA. Na listach przebojów osiągnęła podobny sukces co poprzednia piosenka Kelis "Milkshake".

## Lista utworów
digital download
1. "Trick Me" - 3:28

Digital EP
1. "Trick Me" – 3:28
2. "Trick Me" (Mac & Toolz Extended Remix) – 4:31
3. "Trick Me" (Artificial Intelligence Remix) – 5:54
4. "Trick Me" (Adam Freeland Remix) – 7:27
5. "Trick Me" (E Smoove House Trick) – 7:42